# Майкл Біхі
Майкл Біхі, іноді Бігі (англ. Michael Behe; 18 січня 1952 , Алтуна, Пенсільванія ) —  американський біохімік і науковий письменник, критик неодарвінізму, прихильник теорії  розумного задуму.
Здобув докторський ступінь у галузі біохімії 1978 року від університету Пенсільванії. Нині професор біології на факультеті біологічних наук Університету Лігай у Бетлегемі, штат Пенсільванія.
1996 року опублікував книгу «Чорний ящик Дарвіна» («Darwin's Black Box»), в якій сформулював принцип «неспрощуваної складності», який, на його думку, виключає еволюцію життя на Землі та є свідченням того, що за появу організмів відповідальний розумний задум. Бігі спеціалізується на структурі білків і нуклеїнових кислот, є автором близько 35 статей в наукових журналах, таких як «Journal of Molecular Biology», «Nucleic Acids Research», «Biochemistry», «Proceedings of the National Academy of Sciences», «Biophysical Journal» та інші.
Гіпотезу Біхі «неспрощуваної складності» ключових клітинних структур широко критикує наукове товариство, зокрема науковці з очолюваного автором гіпотези факультету біологічних наук Лігайского університету.